# Liste der Kulturdenkmale in Kollmar
In der Liste der Kulturdenkmale in Kollmar sind alle Kulturdenkmale der schleswig-holsteinischen Gemeinde Kollmar (Kreis Steinburg) und ihrer Ortsteile aufgelistet (Stand: 10. März 2025).

## Legende
In den Spalten befinden sich folgende Informationen:
- Objekt-ID: die Nummer des Kulturdenkmales
- Lage: die Adresse des Kulturdenkmales und die geographischen Koordinaten. Kartenansicht, um Koordinaten zu setzen. In der Kartenansicht sind Kulturdenkmale ohne Koordinaten mit einem roten Marker dargestellt und können in der Karte gesetzt werden. Kulturdenkmale ohne Bild sind mit einem blauen Marker gekennzeichnet, Kulturdenkmale mit Bild mit einem grünen Marker.
- Offizielle Bezeichnung: Bezeichnung des Kulturdenkmales
- Beschreibung: die Beschreibung des Kulturdenkmales
- Bild: ein Bild des Kulturdenkmales

## Sachgesamtheiten
| Objekt-ID      | Lage                                                               | Offizielle Bezeichnung         | Beschreibung | Bild                             |
| -------------- | ------------------------------------------------------------------ | ------------------------------ | --- | -------------------------------- |
| 41043 Wikidata | Große Kirchreihe 11, Große Kirchreihe (53° 44′ 0″ N, 9° 29′ 33″ O) | Sachgesamtheit: Kirche Kollmar | Aktualisierung vorgesehen - Begründung: geschichtlich, künstlerisch, städtebaulich, Kulturlandschaft prägend - Schutzumfang: Kirche mit Ausstattung, Kirchhof, Grabmale bis 1870, Gusseisenpforte, Lindenkranz (Große Kirchreihe); ehem. Pastorat (Große Kirchreihe 11) | weitere Fotos \| Fotos hochladen |

## Bauliche Anlagen
| Objekt-ID      | Lage                                              | Offizielle Bezeichnung | Beschreibung | Bild                             |
| -------------- | ------------------------------------------------- | ---------------------- | --- | -------------------------------- |
| 22550          | Bielenberg 6 (53° 44′ 53″ N, 9° 26′ 20″ O)        | „Berghof“              | Berghof; 1674/75; Kreuzhallenhaus von 14 Fach, Außenwände massiv erneuert, westliches Sommerhus im Kern nach 1706, Reetdach; mit ehem. Hühnerstall - Begründung: geschichtlich, Kulturlandschaft prägend - Schutzumfang: "Berghof", ehem. Hühnerstall - Denkmaltyp: Bauliche Anlage | BW                               |
| 30982 Wikidata | Bielenberg 8 (53° 44′ 51″ N, 9° 26′ 23″ O)        | Bauernhaus „Talhof“    | Alteintragung (Aktualisierung vorgesehen) - Begründung: geschichtlich, Kulturlandschaft prägend - Schutzumfang: gesamtes Objekt - Denkmaltyp: Bauliche Anlage | BW                               |
| 30784          | Deichreihe 1 (53° 43′ 57″ N, 9° 27′ 54″ O)        | Durchfahrtsscheune     | Durchfahrtscheune; 1890.; Backsteinbau, Zweiständerkonstruktion mit 9 Fach und reetgedecktem Halbwalmdach, südlich Göpelschauer - Begründung: geschichtlich, wissenschaftlich, Kulturlandschaft prägend - Schutzumfang: Durchfahrtsscheune, Göpelschauer - Denkmaltyp: Bauliche Anlage | BW                               |
| 2617 Wikidata  | Große Kirchreihe (53° 44′ 0″ N, 9° 29′ 33″ O)     | Kirche mit Ausstattung | Einschiffiger Backsteinbau mit dreiseitigem Ostschluss, Holzturm mit Knickhelm und Schieferverkleidung mit Rautenmuster Baujahr: Mitte des 15. Jh, Umbauten: 17. Jh. (innen), 1858 (außen); Alteintragung (Aktualisierung vorgesehen) - Begründung: geschichtlich, künstlerisch, städtebaulich - Schutzumfang: gesamtes Objekt - Denkmaltyp: Bauliche Anlage, Sachgesamtheit: Kirche Kollmar | weitere Fotos \| Fotos hochladen |
| 8427 Wikidata  | Große Kirchreihe 11 (53° 44′ 0″ N, 9° 29′ 30″ O)  | Ehemaliges Pastorat    | Alteintragung (Aktualisierung vorgesehen) - Begründung: geschichtlich, städtebaulich - Schutzumfang: Alteintragung (Aktualisierung vorgesehen) - Denkmaltyp: Bauliche Anlage, Sachgesamtheit: Kirche Kollmar | BW                               |
| 8432 Wikidata  | Kleine Kirchreihe 14 (53° 43′ 45″ N, 9° 30′ 1″ O) | Kate                   | Alteintragung (Aktualisierung vorgesehen) - Begründung: geschichtlich, Kulturlandschaft prägend - Schutzumfang: gesamtes Objekt - Denkmaltyp: Bauliche Anlage | BW                               |
| 8446 Wikidata  | Schulstraße 30 (53° 43′ 39″ N, 9° 29′ 5″ O)       | Kate                   | Alteintragung (Aktualisierung vorgesehen) - Begründung: Alteintragung (Aktualisierung vorgesehen) - Schutzumfang: Alteintragung (Aktualisierung vorgesehen) - Denkmaltyp: Bauliche Anlage | BW                               |
| 26961 Wikidata | Steindeich 12 (53° 44′ 1″ N, 9° 27′ 28″ O)        | Leuchtfeuer            | Anfang der 1960er erbauter Leucht- und Radarturm, 1994 außer Betrieb, heute Privatbesitz; Alteintragung (Aktualisierung vorgesehen) - Begründung: geschichtlich, technisch, Kulturlandschaft prägend - Schutzumfang: gesamtes Objekt - Denkmaltyp: Bauliche Anlage | weitere Fotos \| Fotos hochladen |

## Gründenkmale
| Objekt-ID      | Lage                                          | Offizielle Bezeichnung | Beschreibung | Bild |
| -------------- | --------------------------------------------- | ---------------------- | --- | ---- |
| 19741 Wikidata | Große Kirchreihe (53° 44′ 2″ N, 9° 29′ 34″ O) | Kirchhof               | Alteintragung (Aktualisierung vorgesehen) - Begründung: geschichtlich, Kulturlandschaft prägend - Schutzumfang: Kirchhof, Grabmale bis 1870, Gusseisenpforte, Lindenkranz - Denkmaltyp: Gründenkmal, Sachgesamtheit: Kirche Kollmar | BW   |

## Quelle
- Liste der Kulturdenkmale in Schleswig-Holstein – Kreis Steinburg

- Karte mit allen Koordinaten:
- OSM |
- WikiMap